# Phil Mitchell (Eastenders)
Philip James Mitchell (19 januari 1961) is een personage uit de Britse televisieserie EastEnders. Hij wordt gespeeld door Steve MacFadden (de op een na langst gebleven acteur uit de cast) en zijn verhaallijnen staan garant voor hoge kijkcijfers. In 2001 kreeg hij de British Soap Award voor Slechterik van het Jaar.

## Geschiedenis

#### Karaktertrekken en familiebanden
Phil is de oudere helft van de Mitchell-broers; ze staan bekend om hun vroegtijdige kaalheid en hun bullebakse gedrag. Waar Grant zonder pardon zijn vuisten laat spreken en een echte vrouwenversierder blijkt, is Phil meer een man van de strategie die geen liefdesrelatie weet te onderhouden. Hun nichten Ronnie en Roxy hebben soortgelijke karakters ontwikkeld.

#### Harde jeugd
Phil is de oudste zoon van Peggy (go-go-danseres) en Eric Mitchell (bokser); hij is vernoemd naar zijn grootvader die in 1969 komt te overlijden. Eric en diens broers Clive en Archie zijn daar niet rouwig om aangezien de beste man het flink verknalde door te gaan drinken en regelmatig zijn vuisten te laten spreken. Dit gedrag blijkt erfelijk want dankzij de invloed van gangster/manager Johnny Allen (door Phil en Grant als suikeroom onthaald) deelt Eric ook buiten de boksring klappen uit. Vooral Peggy en Phil moeten het daarbij ontgelden, Grant komt er als lievelingszoon vrijwel ongeschonden vanaf; dit gaat door totdat Phil groot genoeg is om terug te slaan. Nadat Eric in 1985 aan kanker overlijdt wordt Phil min of meer het nieuwe mannelijke gezinshoofd; behulpzaam naar Grant, vaderlijk naar zijn veertien jaar jongere zus Sam en plichtsgetrouw naar Peggy. Dit kan echter niet voorkomen dat zijn bange vermoedens bewaarheid worden; Phil wordt als zijn vader.

### 1990-1995

#### Aankomst in Walford en driehoeksverhouding met Sharon Watts
Phil arriveert op 20 februari 1990 in Albert Square, Walford; samen met Grant koopt hij de garage aan de Turpin Way met gokgeld. De broers raken betrokken bij duistere zaakjes en vaak komen ze er niet zonder kleerscheuren vanaf. Samen met Grants echtgenote Sharon Watts (dochter van de dood gewaande kroegbaas Den) nemen ze in het najaar van 1991 de Queen Victoria over. Gedrieën wonen ze boven genoemde stamkroeg en ziet Phil met eigen ogen hoe Grant Sharon mishandelt. Als Grant in september 1992 wordt gearresteerd voor gewapende overval biedt Phil Sharon een troostende schouder, en gaat hij met haar naar bed. Ze voelen zich allebei schuldig maar durven Grant niet de waarheid te vertellen wanneer hij vrijkomt en met een schone lei wil beginnen. Sharon kiest toch voor Grant, iets dat Phil moeilijk kan verkroppen.

#### Schijnhuwelijk en echte liefde
Om over Sharon heen te komen trouwt Phil in juli 1993 met de Roemeense vluchtelinge Nadia Borovac die na een paar maanden afwezigheid bij hem intrekt om uitzetting te voorkomen. Phil heeft tegen die tijd een echte vriendin (Kathy Beale) maar wordt met Kerstmis dronken gevoerd en het bed ingelokt. Om het nog erger te maken wordt Kathy door Nadia ingelicht over de stand van zaken. Phil ontkent alles en Nadia verdwijnt uit beeld nadat Grant heeft gedreigd haar af te maken. Uiteindelijk moet Phil zijn scheiding afkopen. Zijn relatie met Kathy lijkt ook voorbij; niet vanwege Nadia maar omdat hij in opdracht van Frank Butcher diens autopaleis in brand stak (teneinde de verzekering op te lichten) waarbij een dakloze jongen om het leven kwam.

#### Sharongate en huwelijk met Kathy
Phil weet Kathy terug te winnen door haar ten huwelijk te vragen, tot grote jaloezie van Sharon; zij hunkert naar Phil en geeft hem een hartstochtelijke kus. "(Phil) is een leukere versie van Grant" mijmert Sharon in oktober 1994 tijdens een girls night in met hartsvriendin Michelle Fowler en een meelopende cassetterecorder. Geheel onvermijdelijk krijgt Grant de opname in handen en als hij hoort wat er allemaal op staat speelt hij het in de kroeg af tijdens de aankondiging van Phils verloving met Kathy. Gevolg is dat Phil door Grant het ziekenhuis wordt ingeslagen met een bloedprop in de hersenen. In deze periode komt Peggy naar de Square; aanvankelijk denkt ze dat Phil gewoon een ongeluk heeft gehad maar als de ware toedracht aan het licht komt geeft ze hem een flinke oplawaai. Hij zal echter niet de laatste zijn. Uiteindelijk kiezen de broers weer voor elkaar en tegen Sharon die medio 1995 naar Amerika wordt verjaagd, maar zoals vroeger zal het nooit meer zijn.
Ondertussen is Phil met Kathy getrouwd; dit tegen de zin van schoonzoon Ian met wie Phil van meet af aan op gespannen voet leeft.

### 1996-2000

#### Bijna verbrand
Met de kerst keert Frank Butcher terug, maar helaas voor hem heeft zijn vrouw Pat (een ex-prostituee die nog met Johnny Allen naar bed is geweest) een ander; Roy Evans. Roys klunzige zoon Barry doet verwoede pogingen om Frank weg te pesten en in februari 1996 schakelt hij iemand in die voor de tweede keer het autopaleis in brand moet steken. Wat niemand weet is dat Phil op dat moment in het naastgelegen kantoortje op Frank zit te wachten en bijna in de vlammen opgaat; gelukkig wordt hij gered door Franks zoon Ricky. Frank wordt als verdachte aangewezen en naar het politiebureau gebracht voor een niet uitgezonden verhoor; als goedmaker voor de eerdere brandstichting neemt hij de schuld op zich maar vanwege zijn gebrekkige verklaring wordt hij vrijgesproken.

#### Geboorte van Ben en drankverslaving
In 1996 bevalt Kathy van een zoon, Ben. Voor Phil de kans om zijn (laatste) wilde haren te verliezen, maar in plaats van die te benutten voelt hij zich gepasseerd en grijpt hij naar de fles waardoor Kathy in 1997 bij hem weggaat. Phil beseft wat hij op het spel heeft gezet en besluit om in therapie te gaan. Kathy neemt hem terug ware het niet dat Phil tijdens AA-bijeenkomsten een verhouding begint met mede-alcoholiste Lorna Cartwright. Phil probeert zijn huwelijk te redden met een weekendje Parijs maar maakt het juist erger door de waarheid te vertellen; Kathy gooit haar haar trouwring in de Seine en in april 1998 besluit ze om naar Zuid-Afrika te emigreren. Phil is er kapot van dat hij zijn zoon nu niet zal zien opgroeien.

#### Breuk met Grant
Phil vindt afleiding in een samenwerkingsverband met Annie Palmer, maar hoewel er sprake is van seks maakt Annie duidelijk dat het bij een werkrelatie blijft. Uiteindelijk heeft Phil het helemaal gehad met haar bazige gedrag en stapt hij op tijdens een hevige concurrentiestrijd. Vervolgens zet hij zijn zinnen op de nieuwe marktinspectrice Lisa Shaw (ten koste van groenteman Mark Fowler), maar deze relatie wordt in september 1999 onderbroken; Kathy is even terug om wat zaken af te handelen, zoals haar affaire met Grant. Ze duiken samen het bed in en ditmaal is er geen cassetterecorder voor nodig om de waarheid aan het licht te brengen; dat doet Kathy namelijk zelf wanneer Phil zijn laatste kans op gezinshereniging verspeelt omdat hij diezelfde dag Grant moet helpen bij het plegen van een gewapende overval. Zodra de gevaarlijke klus is geklaard eist Phil een verklaring en bekent Grant dat hij uit wraak heeft gehandeld. Op de vlucht voor de politie in een ontsnappingsauto pakt Phil een pistool tevoorschijn, maar in plaats van op zijn verraderlijke broer schiet hij op het dashboard waardoor Grant met grote snelheid de Theems inrijdt. Phil wordt gered, Grant lijkt onvindbaar maar heeft het wel degelijk overleefd; hij stuurt Phils deel van de buit op, verkoopt zijn aandelen in de Vic en vlucht met dochter Courtney naar Rio de Janeiro. Phil kan daar niet rouwig om zijn.

#### Overdracht kroegaandelen
Omdat hij het zat is dat Peggy Grant steeds voortrekt, en puur om haar dwars te zitten, verkoopt hij Grants aandelen in de Vic aan gangster Dan Sullivan voor vijf pond. Phil krijgt daar binnen de kortste keren spijt van; hij raakt betrokken bij handel in gestolen brommers en Dan verlinkt hem bij de politie. Phil zorgt er op listige wijze voor dat Dan de kroeg teruggeeft aan Peggy en uit de Square vertrekt.

### 2000-2002

#### Relatie met Lisa Shaw
Ondertussen loopt Phils relatie met Lisa op zijn laatste benen; Lisa raakt zwanger maar Phil eist dat ze naar de abortuskliniek gaat. Vervolgens papt hij doodleuk aan met Lisa's hartsvriendin Melanie Healy, in wier relatie met nachtclubeigenaar Steve Owen (een rol van Spandau Ballet-bassist Martin Kemp) hij stookt. Met kerst 2000 belanden ze in bed na eerst een glaasje te hebben gedronken. Als Mel Phil hoort zeggen dat hij geen kinderen wil, biecht ze bij de labiel geworden Lisa haar overspel op en spoort ze haar aan om het uit te maken. Phil is Lisa echter voor; vlak voor zijn 40e verjaardag zet hij haar op straat nadat ze een pas opgestuurde video-opname van Ben heeft vernietigd. Wat hij niet weet is dat ze opnieuw zijn kind draagt.

#### De aanslag
Op 1 maart 2001, de trouwdag van Mel en Steve, wordt Phil 's avonds laat neergeschoten en voor dood achtergelaten. Steve wordt aangewezen als de hoofdverdachte omdat het bewuste pistool van hem is en ook omdat hij wist van Mels vreemdgaan. Hij blijkt echter onschuldig te zijn en als Phil op 5 april weer naar huis mag gaat hij de confrontatie aan met de werkelijke schutter; Lisa. Phil beseft echter dat Lisa in een vlaag van verstandsverbijstering handelde en in plaats van haar aan te geven besluit hij Dan op te laten draaien voor de aanslag. Via een louche kennis, Ritchie Stringer, belandt het pistool dat Lisa had verstopt bij Dan die het vervolgens op Phil richt met de eis dat hij geld wil zien. Op dat moment arriveert de politie om Dan te arresteren wegens poging tot moord. Overgehaald door Phil geeft Steve tijdens de rechtszaak een valse getuigenverklaring maar tot ieders verbazing wordt Dan vrijgesproken. Dan neemt wraak op Phil en Steve door Mel te ontvoeren; ze moeten hem elk een ton losgeld betalen of anders gaat ze eraan. Phil en Steve slaan de handen ineen en gaan naar het flatgebouw waar Dan zich verborgen houdt. Phil zou ongetwijfeld Dan hebben vermoord als Mel niet het licht had uitgeschakeld; nu is Dan er met het geld vandoor gegaan.

#### Terugkeer van Sharon
In mei keert Sharon terug uit Amerika; Phil krijgt een nieuwe relatie met haar en samen runnen ze de Vic. Sharon kan hem echter geen kinderen geven omdat ze onvruchtbaar is geworden na de miskraam van 1995. Met de kerst krijgt Phil te horen dat hij de vader is van Lisa's pasgeboren dochter en niet Mark. Hij krijgt Louise te zien en waant zich de gelukkigste man ter wereld, totdat Sharon besluit om de relatie te verbreken. 

#### Voogdij over Louise
Phil is vastbesloten om de volledige voogdij over Louise te verkrijgen.
Hij probeert Lisa weer voor zich te winnen door geheime afspraakjes te maken. Vervolgens is hij van plan om Lisa te dwingen om Louise af te staan en de achternaam van Fowler in Mitchell te veranderen.  Lisa voelt daar niks voor en vlucht naar Portugal waar Mel naartoe is gegaan na de dood van Steve. 
Phil zet de achtervolging in en na een maand zoeken vindt hij Lisa. Ze blijkt last te hebben van terugkerende nachtmerries en is geestelijk noch financieel in staat om zichzelf en haar dochter in den vreemde te onderhouden. Phil eist dat Lisa Louise overhandigt en voortaan uit de buurt blijft, anders geeft hij haar alsnog aan voor poging tot moord.
Bij terugkeer ontstaat het gerucht dat Phil Lisa zou hebben vermoord, en verliest hij zijn neefje Jamie nadat deze is aangereden door Marks jongere broer Martin.

### 2003-2005

#### Relatie met Kate Morton en vete met Dennis Rickman
Begin 2003, vlak voordat hij met Peggy naar Zuid-Afrika gaat om Ben op te zoeken, valt Phil als een blok voor de nieuwe manicure Kate Morton. Ze blijkt echter een politieagente te zijn die hem moet uithoren over wat er is gebeurd in Portugal; Phil ontdekt de waarheid en blijkt ongevoelig voor wat Kate hem te zeggen heeft. 
Een paar maanden later komt hij haar weer tegen wanneer ze bij gangsterbaas Jack Dalton infiltreert. Jack heeft Kate echter door en wil haar laten ombrengen. Phil redt haar leven en Jack trekt de opdracht in, "maar voor niks gaat de zon op". En nadat Kate bij hem is ingetrokken wordt Phil met de taak belast om de afvallige Dennis Rickman (broer van Sharon) te vermoorden, anders gebeurt er iets vreselijks met Kate en Louise. Phil beseft dat hij geen keus heeft maar Dennis komt met het idee om Jack te  vermoorden zodat ze allebei van hem af zijn. Phil en Dennis spreken af om het er met niemand over te hebben, maar als Daltons adjudant Andy Hunter in beeld komt verbreekt Phil die belofte; hij verklikt Dennis door een snoepje aan te nemen. Dennis is woedend en stelt voor om het uit te vechten; akkoord. Het gevecht vindt in de garage plaats maar Phil laat het aan de professionals over om Dennis bont en blauw te slaan.

#### De ondergang
In september 2003 keert Lisa terug; op het moment dat Phil zijn jawoord geeft aan Kate. Lisa is eigenllijk van plan om Phil alsnog te vermoorden, maar in plaats daarvan besluit de jarenlang dood gewaande kroegbaas Den Watts - vader van Sharon en Dennis - haar te helpen om Louise terug te krijgen.
Omgekeerd probeert Phil op te laten draaien voor drugshandel in de nachtclub maar wordt zelf gearresteerd wanneer vader en zoon om zijn hulp vragen bij een overval. Phil ontsnapt met de kerst; zijn huwelijk is voorbij nu hij weet dat Kate Louise aan Lisa heeft teruggegeven en dat ze met Dennis naar bed is geweest. Hij krijgt overlevingsgeld van Den en weet het er anderhalf jaar mee uit te houden. 
In april 2005 keert Phil terug naar Walford en gaat de confrontatie aan met Ian die de garage van Sam heeft overgenomen. Hij dwingt Ian om hem te helpen ontsnappen, maar wordt opnieuw gearresteerd.

### 2005-2007

#### Hereniging met Grant en wraak op Johnny Allen
In oktober 2005 komt Phil op vrije voeten dankzij Grant die een getuige heeft omgekocht. Na zes jaar zetten de broers hun geschillen opzij om de eer van de familie te redden; Peggy wordt door Johnny Allen bedreigd omdat ze zijn dochter Ruby (17) heeft ingelicht over zijn besmette verleden, en Sam dreigt onschuldig de gevangenis in te gaan voor de moord op Den. Chrissie is de ware schuldige en haar bekentenis staat op een beveiligingstape van Johnny's nachtclub Scarlett. Grant en Phil gaan achter de tape aan maar lopen bijna in de val die Johnny voor ze uitzet. Dankzij Ruby ontsnappen ze aan een pistoolschot. Uiteindelijk wordt Sam vrijgesproken en is het Chrissie die achter de tralies belandt.
Maar daarmee is het nog niet afgelopen; Johnny dreigt Peggy's vingers te breken en Sam alsnog aan te geven (waarop Sam naar Rio vlucht). Phil beraamt een tegenoffensief; hij betaalt de 27-jarige Juley Smith om een relatie aan te knopen met Ruby, met haar naar bed te gaan en haar vervolgens te dumpen.
Op Oudejaarsavond 2005 wordt Dennis het slachtoffer van de ruzie tussen Phil en Johnny; hij staat op het punt om met zijn kersverse vrouw Sharon uit Walford te vertrekken als Phil hem vertelt dat Johnny Sharon heeft bedreigd. Dennis slaat Johnny verrot en wordt erom doodgestoken door Danny Moon (neef van barman Alfie); hij sterft in Sharons armen terwijl iedereen elkaar gelukkig Nieuwjaar wenst.
Phil voelt zich schuldig, vooral wanneer hij hoort dat Sharon zwanger is; hier gaat Johnny voor boeten. In maart 2006 slaat hij de handen weer ineen met Grant voor de Get Johnny Week. Ze zoeken hem op in zijn landhuis maar Johnny weet te ontsnappen en na een achtervolging overmeestert hij de kibbelende broers en zet hij ze gevangen. Danny krijgt de opdracht om met hen hetzelfde te doen als met Dennis, maar op het moment dat hij Grant wil vermoorden wordt hij doodgeschoten door zijn bloedeigen broer Jake. Onder druk van Ruby geeft Johnny zich aan; een paar maanden later sterft hij in de gevangenis aan een hartaanval.

#### Terugkeer van Ben en relatie met Stella Crawford
Ondertussen is de tienjarige Ben teruggekeerd naar Walford nadat Kathy bij een auto-ongeluk om het leven kwam. Hij woont echter bij zijn grote broer Ian die kosten noch moeite spaart om vader en zoon uit elkaar te houden. Met veel moeite slaagt Phil erin om een relatie met Ben op te bouwen.
Eind 2006 krijgt Phil een relatie met advocate Stella Crawford die na het kwijtraken van haar huis bij de Mitchells intrekt. Ben is daar niet blij mee en doet er dan ook alles aan om Stella weg te pesten. In eerste instantie lukt dat, maar het lachen vergaat hem als Stella begin 2007 terugkomt en in de strijd om Phils aandacht haar ware gezicht laat zien. Stella maakt zich schuldig aan kindermishandeling; ze verbrandt Bens hand met een hete lepel, kijkt toe hoe hij op school door bullebakken wordt aangevallen en breekt zijn gehoorapparaat (Ben is aan een oor doof). Ben wordt gemanipuleerd om Phil te vragen of hij met Stella wil trouwen. Phil doet het zodat Ben in een stabiel gezin opgroeit, maar na een gesprek met de ouders van Stella slaan de alarmbellen aan het rinkelen. Als hij op de grote dag (20 juli 2007) ziet dat Ben tot bloedens toe te grazen is genomen achtervolgt hij Stella naar het dak van een verlaten pakhuis. Stella is altijd dat tienjarige meisje gebleven dat verantwoordelijk werd gehouden voor de dood van haar kleine zusje; ze valt naar beneden en is op slag dood. Phil wordt gearresteerd op verdenking van moord, maar een beveiligingstape bewijst zijn onschuld. Hij voelt zich schuldig dat hij niet wist wat Stella al die tijd met Ben heeft gedaan en valt terug in zijn drankverslaving.
Het had trouwens niet veel gescheeld of hij was Ben kwijtgeraakt tijdens een kampeertocht met Ian in april. Phil veroorzaakte een autobotsing en terwijl hij ruzie maakte met een verwonde Ian rolde de auto met Ben en Ians zoon Peter van de berm af in het water. Phil redde de beide jongens van de verdrinkingsdood.

### 2007-2008

#### Nieuwe vijanden
Phil is aanvankelijk niet happig op de komst van Ronnie en Roxy, zeker niet wanneer blijkt dat Ronnie haar partnerschap in de nachtclub (eerst alleen zakelijk) met ex-politieman Jack Branning verzwijgt. Daar komt ook bij dat het opsporen van Phils dochter in januari 2008 op een teleurstelling uitloopt; Louise heeft een nieuwe papa. Phil laat zijn vuist spreken (zoals ook Ronnie dat later doet) hoewel Jack zijn betrokkenheid bij de verkoop van gestolen brommers (die medeplichtige Kevin Wicks met de jaarwisseling het leven heeft gekost) naar buiten dreigt te brengen; sterker nog, hij spant samen met Jacks broer Max om de beste man uit te schakelen. Vergeefse moeite.
Ook Ben lijkt hem teleur te stellen door zich voor toneelspelen te gaan interesseren in plaats van voor jongensdingen als voetbal, boksen en vliegtuigen. Phil, die nog steeds tegen zijn drankverslaving vecht, reageert door zich precies als Stella te gedragen en deelt zelfs bijna een pak slaag uit.

#### Relatie met Suzy Branning
Overgehaald door zijn nieuwe vriendin Suzy (zus van Max en Jack) besluit Phil op 23 oktober om de Vic te verlaten omdat hij zich te oud voelt om nog bij zijn moeder te wonen. In tegenstelling tot wat Suzy hoopt zoekt Phil naar een woning voor zichzelf en Ben, maar uiteindelijk trekt hij toch bij haar in. Ben is het daar niet mee eens, die geeft de voorkeur aan bardame Shirley Carter.
Als Suzy zwanger blijkt te zijn ziet Phil dit als een uitgelezen kans om goed te maken wat hij met Ben en Louise heeft verknald; hij vraagt Suzy ten huwelijk. Suzy houdt hem echter voor de gek, het is haar alleen maar om zijn geld te doen. Shirley weet dat en op 22 december besluit ze om de waarheid aan het licht te brengen door de beveiligings-dvd af te spelen waarop te zien is dat Suzy een pakje tampons koopt. Het plan mislukt; Suzy verwisselt de dvd met een thuisopname van Ben en vertelt Phil zelf dat ze niet zwanger is. 
Maar met de kerst ontdekt Phil alsnog wat Suzy allemaal heeft uitgespookt, en zelfs Archie (met wie ze samenspande) verzoekt haar dringend om weg te gaan en nooit meer terug te komen.

### 2009

#### Afrekening met Archie?
Tijdens de bruiloft van Peggy en Archie op 2 april 2009 komt de ware (manipulatieve) aard van laatstgenoemde aan het licht; hij beweerde dat Ronnies afgestane dochter was overleden, maar die bleek zich springlevend en wel in de Square te vinden, zoekend naar haar echte moeder (die haar aanvankelijk weigerde te geloven). De toekomst van de familie neemt echter een drastische wending wanneer de 19-jarige Danielle Jones door Franks dochter Janine wordt aangereden en, op het moment van de verzoening, in Ronnies armen sterft. Een getraumatiseerde Peggy gooit Archie uit de kroeg en geeft Phil opdracht om hem te vermoorden. Bang om de gevangenis in te gaan liegt hij tegen zowel Peggy als tegen Billy die alles had afgeluisterd.
Twee dagen later wordt Archie ontvoerd. Hij lijkt op zijn onvermijdelijke noodlot af te stevenen wanneer Phil hem in een put duwt en een cementmixer op hem richt; er blijkt alleen maar water in te zitten. Met de belofte dat het de volgende keer menens is verjaagt Phil Archie uit Walford.
Phils leugen dat hij Archie heeft vermoord wordt achterhaald zodra Peggy zijn gereedschapskist ziet. Ze noemt haar zoon een lafaard en zet hem zonder pardon op straat waarop Phil weer naar de fles grijpt. Stomdronken wordt hij door Shirley vanuit de garage naar haar huis gebracht waar hij de nacht doorbrengt. Ze hebben een tijdje een knipperlichtrelatie.
Op 7 mei laat Phil in een dronkenmansgesprek met Ronnie zich ontvallen dat hij soms denkt dat Grant Bens vader is in plaats van hijzelf. Ronnie is diep geschokt om dit te moeten horen.
Voordat Phil besluit om weer af te kicken heeft hij nog een appeltje te schillen met Nick Cotton wegens het chanteren van Billy (die zich gedwongen zag tot geld stelen). Hij slaat hem neer in het steegje bij de Vic en ketent Nick vast aan een stoel; Billy krijgt de eer om Nasty Nick de genadeklap toe te dienen maar bedankt ervoor omdat zijn maatje Jase Dyer vorig jaar op precies dezelfde manier om het leven kwam.

#### Geheime relatie met Dawn Swann en terugkeer van Archie
Ondertussen verschijnt Manda Best, een oude bekende van Phil en garagewerker Rick 'Minty' Peterson, weer in beeld. Verliefde Minty denkt dat Phil en Manda hem opnieuw hebben verraden door weer wat met elkaar te beginnen totdat hij beseft dat de vrouw waar Phil het mee doet in een van de auto's in de garage Dawn Swann (vriendin van Minty's collega en huisgenoot Gary Hobbs) blijkt te zijn; de gestippelde schoenen die bij de auto staan zijn namelijk van haar. Bang om Gary te kwetsen gaat Dawn voor een tijdje naar haar moeder Rosie.
Zich niets aantrekkend van alle dreigementen keert Archie begin juli terug; Phil is woedend als hij daarachter komt en zweert wraak. Gewapend met een pistool stapt hij op 14 juli op Archie af nadat deze Peggy heeft gekust en schiet een ster in zijn autoruit.
Twee dagen later staan Phil en zijn pistool de beste man op te wachten bij zijn huis. Hij staat op het punt om toe te slaan maar Ben houdt hem tegen. Phil probeert het opnieuw door bij Archie in te breken en hem uit te nodigen voor "een ritje naar de bossen". Archie beseft dat Phil het meent en probeert hem vergeefs duidelijk te maken dat hij is veranderd. Wederom is het Ben die de boel tegenhoudt. 
Gedurende de zomervakantie logeert Phil met Ben en Peggy bij Grant in Portugal; bij terugkeer hervat hij zijn affaire met Dawn om het binnen de kortste keren uit te maken. Dawn verlooft zich met Garry, alhoewel hij vermoedt dat zij hun relatie niet serieus neemt; maar als Minty op hun trouwdag de waarheid vertelt levert dat Phil een blauw oog op. Garry verlaat Walford; Dawn met Dawn en haar tweejarige dochter Summer.

#### Terugkeer van Sam
In september keert Sam terug uit haar vluchtsoord Rio; Phil eist dat ze weer teruggaat en weigert te geloven dat de aanklacht na vier jaar is komen te vervallen. Sterker nog, Phils advocate Richie Scott vertelt dat Sams gevangenisstraf kan worden verhoogd van vier naar vijf en een half jaar. De enige manier om daaraan te ontkomen is teruggaan naar Rio, maar op de dag dat ze zich verlooft met Ricky Butcher wordt Sam verklikt door aartsrivale Bianca Jackson. Phil en Ronnie betalen de borgsom, maar Archie weet Sam over te halen om te vluchten en stopt haar anderhalve ton aan geleend geld toe.

#### Schulden en machtsovername
Door dit grapje raken de Mitchells in de schulden, vooral nu Phil de helpende hand van zijn broer en die van Ian weigert. In november komt een zekere Isaacs langs voor dreigbezoekjes; hij wil zo snel mogelijk geld zien of anders blijft het niet bij een lekgeprikte autoband. Als de tijd dringt besluit hij om alsnog in te gaan op Ians aanbod maar dan via Max, van wie hij zelf nog geld krijgt wegens oplichting. De plot krijgt echter een andere wending wanneer Ian diens zakenpartner Masood er bij haalt en Archie er zich mee gaat bemoeien. Op 1 december laten Ian en Masood Max op slinkse wijze weten dat de lening niet doorgaat; de geldkoffer blijkt leeg te zijn en nadat Max kwaad de kroeg verlaat komen Isaacs en zijn mannen binnen; het ultimatum is afgelopen en omdat Phil in gebreke blijft wordt hij bont en blauw geslagen. Op 3 december krijgt Phil weer een dreigtelefoontje; hij belt Grant maar die kan geen lening regelen, en dus kiest Phil voor de minste van twee kwaden. Ian stemt toe, op voorwaarde dat het geld binnen twee weken wordt terugbetaald, anders is hij de nieuwe eigenaar van de kroeg. Phil beseft dat hij weinig keus heeft en gaat akkoord.
Phil herinnert Max aan hun afspraak, ongeacht het feit dat Max zijn huis en zijn gezin is kwijtgeraakt; Phil krijgt op tijd het geëiste bedrag, alleen wel over de rug van Shirley's hartsvriendin Heather Trott. De Mitchells doen hun uiterste best om het geld bijeen te krijgen, en op 17 december komt Ben met goed nieuws; Ian heeft de betalingstermijn met een week verlengd. Ze worden echter blij gemaakt met een dode mus; Ian is voor chantage gezwicht waardoor Archie en Janine de nieuwe eigenaren van de kroeg worden.
Op 22 december ramt een woedende Phil de deur van huize Beale open om de confrontatie met Ian aan te gaan, maar door tussenkomst van diens dochter Lucy vallen er net geen klappen. Phil dreigt opnieuw in oude gewoontes te vervallen door zijn ellende weg te drinken. Twee dagen later geven de Mitchells de strijd op en overhandigt Peggy de sleutels aan Archie en Janine. 

#### Moord op Archie
Op 25 december wordt Archie door het borstbeeld van Queen Victoria geraakt; vlak daarna overlijdt hij. Phil is daar niet rouwig om, maar als de politie de verdachten ondervraagt begint het toch te jeuken en vraagt hij Shirley een alibi. Die krijgt hij; Shirley vertelt de politie dat Phil bij haar in bed lag, maar als tegenprestatie wil ze dat hij stopt met drinken en dat hij haar op een afhaalmaaltijd laat trakteren. Dat eerste lukt nog maar dat laatste gaat hem te ver en in plaats daarvan gaat Phil met Ben naar de bioscoop. Terwijl hij weg is ontdekt Shirley een hemd vol bloedvlekken in zijn tas en verstopt het; bij terugkomst beweert Phil dat hij Archie dood aantrof en dat hij door evenwichtsverlies in de plas bloed viel. Shirley eist dat hij weggaat maar Phil trapt daar niet in. Na een kus wassen ze het hemd maar de vlek gaat er niet uit. Verbranden, zoals Shirley voorstelt, is geen optie want het hemd is een cadeau van Ben. Shirley vindt een nieuw hemd in de kast van kledingverkoopster Whitney Dean, en het oude gaat alsnog in de vlammen. Heather probeert zich vast te houden aan het alibi maar als ze onwel wordt en door agente Marsden wordt aangesproken verklapt ze dat Phil niet bij Shirley was met Kerst. Shirley breit de boel weer recht door via een anoniem telefoontje Janine aan te wijzen als de dader.

### 2010-2014

#### Terugkeer van Louise
Op 22 maart, tijdens Bens verjaardag, komt Phil erachter dat Ronnie de terugkomst van Louise voor hem heeft verzwegen wanneer ze een foto laat vallen die is gemaakt tijdens de kennismaking met zijn pasgeboren dochter. "Ik heb haar weggestuurd omdat je weer eens stond te bekvechten in de kroeg" bekent Ronnie. Phil kookt van woede en dreigt haar aan te vallen, maar dan komt Louise binnen; ze is weggelopen van de opvang en wil bij haar vader blijven, precies zoals Phil in Portugal voorspelde. Louise verschuilt zich een dagje in de kroeg, maar uiteindelijk besluit Phil om op legale wijze de voogdij terug te winnen en dus moet Louise weer mee met de Kinderbescherming.
Phil dreigt opnieuw zijn dochter te verliezen, vooral na een overval in de kroeg; geen geschikte plek om een kind op te voeden, maar dan stelt Shirley voor dat Phil bij haar intrekt. En met succes; iedereen is blij met de terugkeer van Louise behalve Ben; opnieuw wordt er gestreden om Phils aandacht en ditmaal verlaagt hij zich tot dezelfde praktijken als Stella en laat domineeszoon Jordan voor de gevolgen opdraaien. Phil maakt ruzie met Jordans vader Lucas maar dan vertelt Louise hem hoe ze aan die brandplekken op haar pols komt. Phil trekt onmiddellijk zijn conclusies en als hij Ben op heterdaad betrapt met een hete lepel in de hand slaat hij hem tegen de vlakte. Phil krijgt hier meteen spijt van en geeft zijn zoon de kans om alles uit te leggen; Ben blijkt te worden gepest door Jordan. Phil gaat de confrontatie aan met Lucas die er in het verleden een andere levensstijl op na hield.

#### Terugval en brand Vic
Als Ben Jordan het ziekenhuis inslaat met een schedelbasisfractuur gaat hij met Ian naar het politiebureau. Phil is hier niet blij mee en slaat als vanouds aan het bekvechten met Ian; om het nog erger te maken heeft Ben besloten dat hij weer bij Ian wil gaan wonen. 
Ben zit een gevangenisstraf uit en weigert Phil te zien omdat hij wordt gepest. Phil grijpt weer naar de fles en slaat Peggy omdat ze aan zijn geschiktheid als vader twijfelt; en omdat Phils kansen op de voogdij nog verder slinken wordt Louise naar Lisa teruggebracht.
Op 6 augustus wordt Phil uit de kroeg gezet nadat hij Peggy in het bijzijn van de stamgasten heeft vernederd; hij begint een relatie met Max' schoonzus Rainie Cross door wie hij aan de drugs raakt. Zijn veranderde gedrag leidt ertoe dat hij tijdens een ruzie met Peggy de kroeg in brand steekt. Peggy verlaat Walford en Phil beseft dat hij beter af is zonder haar.

#### Geldroof, overspel en bijna-dood ervaring
Samen met Shirley berooft hij Roxy van haar erfdeel; Glenda komt erachter maar begint een verhouding met Phil. Als blijkt dat Glenda ook met Ian naar bed is geweest chanteert Phil haar; of hij krijgt 5000 pond of hij vertelt Ians huidige vrouw de waarheid. Phils vete met Ian wordt bijna zijn dood; hij krijgt een hartaanval, maar vanwege Ben redt Ian zijn leven.

#### Terreur van eigen kind en geboorte kleindochter
Phil beschouwt Jay als surrogaatzoon, dit tegen de zin van Ben die homoseksueel blijkt te zijn en uit wraak dreigbrieven stuurt en tegen de politie liegt dat Stella onder dwang van het dak is gesprongen.
Phil blijft het voor zijn zoon opnemen, maar uiteindelijk belandt Ben toch achter de tralies. Ook blijkt Phil inmiddels grootvader geworden; Billy's kleindochter Lola heeft een dochter (Lexi Pearce) gekregen van Ben maar wordt door een ruzie die uitgelokt is door een oud vriendinnetje van Lola van Lola afgenomen. Lola doet er alles aan om haar kleine Lexi terug te krijgen en dit probeert zij te doen door Phil als voogd te laten opschrijven. Phil doet dit echter eigenlijk alleen voor zijn eigen belangen omdat hij dan denkt de kans te hebben om het nu toch eens een keer goed te doen met kinderen opvoeden.
Phil wil Sharon hierbij betrekken aangezien ze dan een 'echte' familie kunnen vormen.

#### Huwelijk met Sharon en tweede aanslag
Phil trouwt met Sharon, dit tegen de zin van Peggy die Ronnie erop af heeft gestuurd voor een vergeefse poging het huwelijk te saboteren. Ook Shirley is hier niet blij mee; ze ontdekt dat Sharon een pistool bij zich draagt en concludeert dat Phil het risico loopt vermoord te worden uit wraak voor de manier waarop hij Sharon heeft behandeld. Het liefst zou Shirley zelf het pistool op Phil afvuren, en dat doet ze ook wanneer ze de confrontatie met Phil en Sharon aangaat.

### 2015-2018
Phil blijft in zijn drankverslaving terugvallen, met als gevolg dat hij een levertransplantatie moet ondergaan. Voorwaarde is wel dat hij zes maanden nuchter blijft, iets waar hij al bij voorbaat niet in slaagt. Tot overmaat van ramp komt Peggy te overlijden nadat er weer borstkanker bij haar was vastgesteld. Grant komt over voor de begrafenis; niet alleen houdt hij Phil verantwoordelijk voor Peggy's (zelfgekozen) dood, ook heeft hij nog geld van hem tegoed. Dan ontdekt Phil een brief van Sharon waarin staat dat Grant de vader is van Michelles zoon 20-jarige zoon Mark. Phil licht Grant pas in nadat deze hem heeft geholpen bij het bevrijden van Ben en Jay. Pas met de Kerst krijgt Phil een geschikte donorlever.
Begin 2017 wordt hij ingelicht over de verdrinkingsdood van Ronnie en Roxy; ook blijkt hij een zoon te hebben verwekt bij Denise Fox. Net als met Louise wil Phil de strijd om de voogdij aangaan, maar Denise besluit het kind voor adoptie af te staan. In februari vertrekt hij voor vijf maanden naar Italië om te herstellen van zijn operatie. Hij keert in juli terug naar Walford als Ben hem heeft ingelicht over Louises ziekenhuisopname met ernstige brandwonden. Zelf wordt Phil ook geslagen (door Billy) nadat hij heeft toegegeven het autopaleis aan Jay te hebben overhandigd omdat het diens vader was die om het leven kwam bij de brandstichting van 1994. Dit blijkt uiteindelijk een leugen te zijn. 
Verder ontdekt Phil dat Bens vriend Luke de zoon is van de man die Kathy heeft verkracht en raakt een bankoverval waarvan de buit ineens zoek raakt. Sharon blijkt het geld te hebben gestolen en onder dwang terug te hebben gebracht naar de rechtmatige eigenaresse.

### 2019-2021
Phil trouwt met Sharon en wordt weer vader; het kind is echter van Keanu Taylor, tevens de vader van Louises dochter Peggy. Er worden plannen gesmeed om Keanu uit te schakelen, en de Mitchells denken daadwerkelijk dat hij dood is